# Sarmatyzm (komedia)
Sarmatyzm – komedia Franciszka Zabłockiego napisana w 1784, wystawiona w 1785, wydana drukiem w 1820.
Akcja sztuki, rozgrywającej się w zaścianku szlacheckim, opowiada o sporze rodzin szlacheckich Guronosów i Żegotów, dotyczących błahych spraw, jak zajmowanie ławki w kościele czy konflikt o pola przylegające do majątków. Konflikt prowadzi do zajazdu. Jednak miłość Anieli i Radomira, potomków obu rodzin, ostatecznie doprowadza do zgody. Utwór przedstawia krytycznie kulturę sarmacką, a zwłaszcza jej wynaturzenia jak warcholstwo, zarozumiałość, fałszywy honor, obskurantyzm. Nosicielami cech pozytywnych są natomiast wykształceni i obyci w świecie przedstawiciele młodszego pokolenia. Jednak w wypowiedziach bohaterów obecne są stwierdzenia, że przyczyną wad jest nie tyle pozostawanie przy tradycji, co odejście od cnót przodków. Krytyce są też poddawane tendencje zauważalne we współczesnym środowisku miejskim.
Komedia Zabłockiego została luźno oparta na francuskiej sztuce Les nobles de province Noëla Lebretona de Hauteroche. Zabłocki nie tylko przeniósł akcję w polskie realia, ale także usunął i dopisał niektóre sceny.